# Андреевка (Костанайская область)
Андреевка (каз. Андреевка) — упразднённое село в Фёдоровском районе Костанайской области Казахстана. Исключено из учётных данных в 2023 году. Входило в состав Фёдоровского сельского округа. Код КАТО — 396843300.

## География
Находится примерно в 21 км к юго-востоку от районного центра, села Фёдоровка.
К западу от села расположено озеро Коянды, в 4 км к северо-востоку — Коровье, в 1 км к востоку — Жаржалтырколь, в 5 км к югу — Нуркопа.

## Население
В 1999 году население села составляло 226 человек (108 мужчин и 118 женщин). По данным переписи 2009 года в селе проживало 117 человек (59 мужчин и 58 женщин). По данным переписи 2021 года, в селе проживало 48 человек (31 мужчина и 17 женщин).